# Altiplà d'Ukok
L'altiplà d'Ukok és una remota àrea de prades amb prou feines afectada per l'acció humana, i localitzada en el cor de la Sibèria sud-occidental, a la regió russa del massís d'Altai, situada prop de les fronteres amb la Xina, Kazakhstan i Mongòlia. Pazyryk és el nom d'un antic poble que va viure al massís d'Altai sobre aquest altiplà i el qual s'associa amb algunes importants troballes arqueològiques que inclouen mòmies en estat de congelació trobades al permafrost.

## Patrimoni de la humanitat
L'altiplà d'Ukok ha estat reconegut com a part del Patrimoni de la Humanitat de la Unesco anomenat Muntanyes Daurades d'Altai per la seva important riquesa mediambiental. Proporciona un hàbitat per a moltes espècies amenaçades que inclouen un dels animals predadors menys estudiats: la pantera de les neus. Altres espècies amenaçades protegides al lloc inclouen l'argalí o ovella de muntanya, l'àguila estepària i la cigonya negra. En l'actualitat, l'altiplà d'Ukok es veu amenaçat pels plans per construir un gasoducte entre Xina i Rússia. Altres perills inclouen la proposta per construir una carretera que el travessi així com la sobreexplotació de l'estepa pels grangers.

## Situació

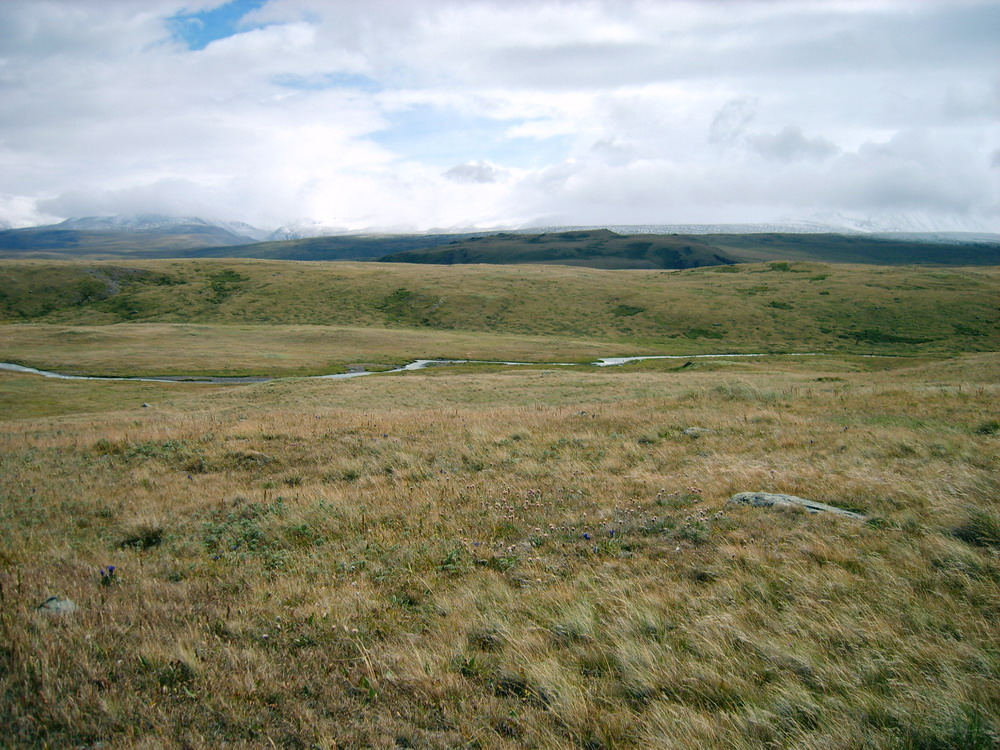
Prada en l'altiplà

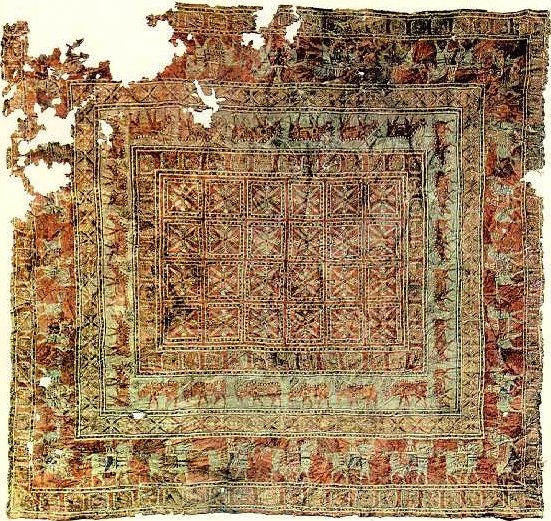
Catifa Pazyryk, segle V aC

Situada al sud de Sibèria, la serralada d'Altai és el massís muntanyós més important de la regió biogeogràfica de Sibèria occidental i la capçalera dels seus dos rius més cabalosos: l'Obi i l'Irtich. El lloc comprèn tres parts diferenciades: la zona de Zapovednik Altaisky amb una àrea de protecció al voltant del llac de Teletskoie; la zona de Zapovednik Katunsky amb una àrea de protecció al voltant del mont Belukha; i la zona silenciosa d'Ukok, situada a l'altiplà del mateix nom. El lloc, que abasta una superfície total de 1.611.457 hectàrees, ofereix la seqüència més completa de zones vegetals d'altura de tota la Sibèria central: estepa, bosc estepa, bosc mixt, vegetació subalpina i vegetació alpina. També és un hàbitat de gran importància per a la conservació d'algunes espècies en perill d'extinció, en particular la pantera de les neus.
El gran refugi de vida natural de Sijote-Alín fou creat per preservar la seva vida salvatge. L'any 2001, la Unesco va inscriure Sijote-Alin com Reserva de la Biosfera. Tres són els elements d'aquest lloc natural Patrimoni de la Humanitat: 
| Codi    | Nom                                                                                                  | Lloc              | Coordenades                                          | Superfície | Imatge |
| 768-001 | Reserva natural d'Altai (Altaisky Zapovednik) i zona de protecció del llac Telétskoye                | República d'Altai | 51° 29′ 50″ N, 87° 42′ 40″ E / 51.49722°N,87.71111°E | 965753 Ha  |        |
| 768-002 | Reserva natural de Katun (Katunsky Zapovédnik) i zona de protecció al voltant de la muntanya Belukha | República d'Altai | 49° 40′ 00″ N, 86° 00′ 00″ E / 49.66667°N,86.00000°E | 392800 Ha  |        |
| 768-003 | Altiplà d'Ukok                                                                                       | República d'Altai | 49° 22′ 00″ N, 87° 30′ 00″ E / 49.36667°N,87.50000°E | 252904 Ha  |        |

La reserva cobreix una àrea de 16,175 km².

## Troballes

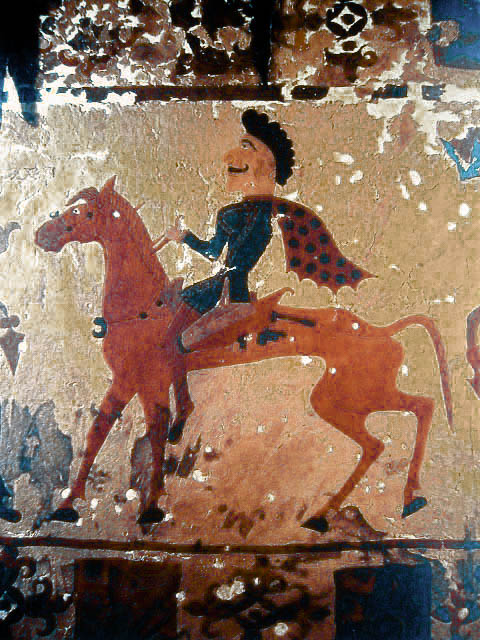
Genet, objecte de feltre Pazyryk, c. 300 aC

S'han descobert molts túmuls funeraris de l'edat de bronze a l'àrea, que han estat relacionats amb la cultura Pazyryk i que guarden gran semblança amb la dels pobles escites de l'oest. El terme kurgan és el més habitual per a descriure tals enterraments en forma de túmul allargat. Les excavacions al lloc continuen aportant interessants troballes arqueològiques, entre les quals destaca especialment la coneguda Dama de Gel, excavada per l'arqueòloga russa Natàlia Polosmak. Tres mòmies tatuades (c. 300 aC) van ser extretes del permagel de l'altiplà durant la segona meitat del segle xx.
La Dama de Gel i altres troballes arqueològiques estaven situades en una molt disputada franja de terra entre Rússia i la Xina. Els residents de la República d'Altai exigeixen el retorn dels objectes desenterrats des de la seva actual ubicació a Novossibirsk.

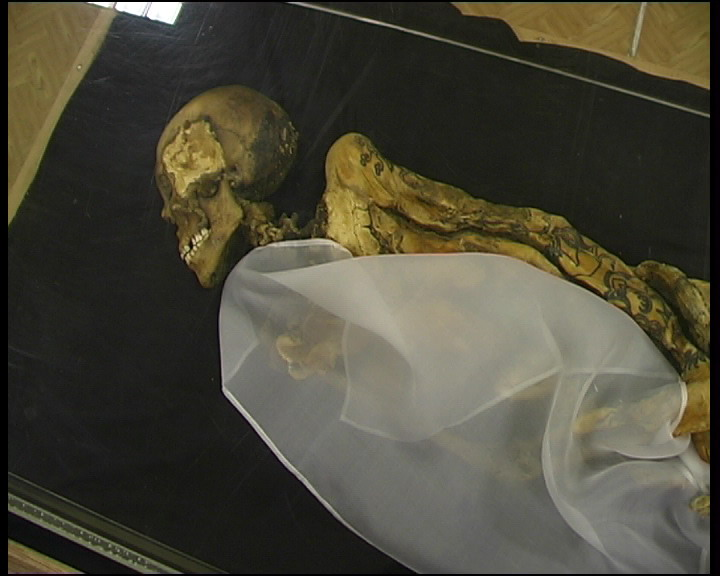
Mòmia de la Dama de Gel de Sibèria

## Transport
L'altiplà d'Ukok està connectat amb la resta del món per accidentades carreteres de terra que travessen els ports de muntanya d'Ukok (frontera Rússia-Kazakhstan), Ulan-Daba (frontera Rússia-Mongòlia), Teplyi Kluch (a 2.907 m d'altitud) i Kalgutinsky. Es pot accedir a aquests ports des del poble de Kosh-Agach, que és fàcilment accessible gràcies a l'autovia M52, coneguda com a tram Chuysky.
Més al sud, passat Kosh-Agach, el camí es torna impracticable per a mitjans normals de transport i sols es pot seguir amb tot terreny. Però fins i tot aquest es pot quedar atrapat en el fang dels pantans de la vall del riu Kalguty, especialment en els dies assolellats en què el sòl gelat comença a descongelar-se. Durant la major part de l'any aquests passos són coberts de neu i són proclius als devessalls. Durant el curt estiu canvia el tipus de devessall, car tots els pendents es veuen exposats a la solifluxió.

## Galeria d'imatges

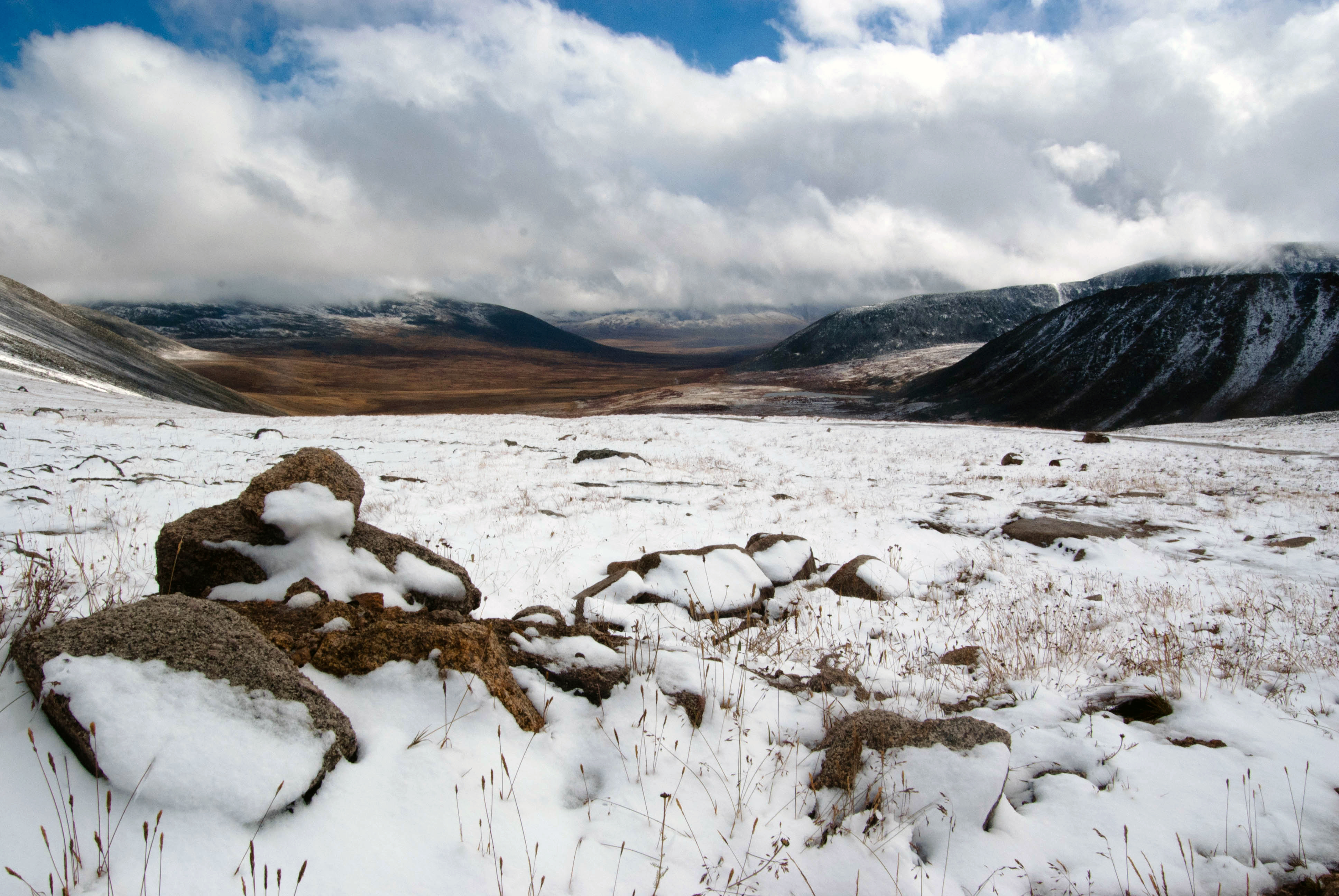
Pas de la muntanya Teplyi Kluch
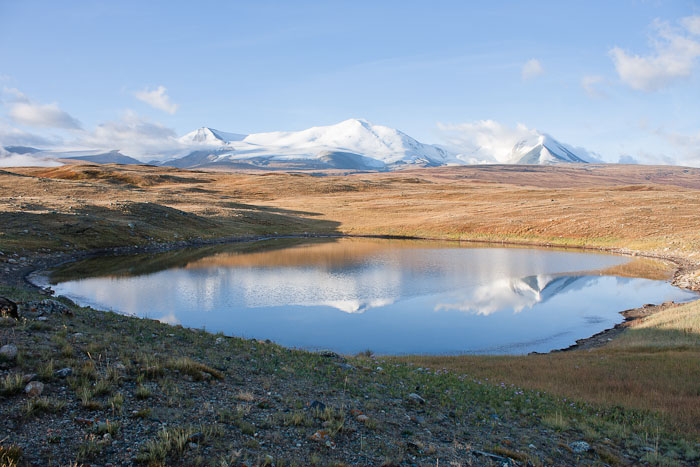
Paisatge de l'altiplà
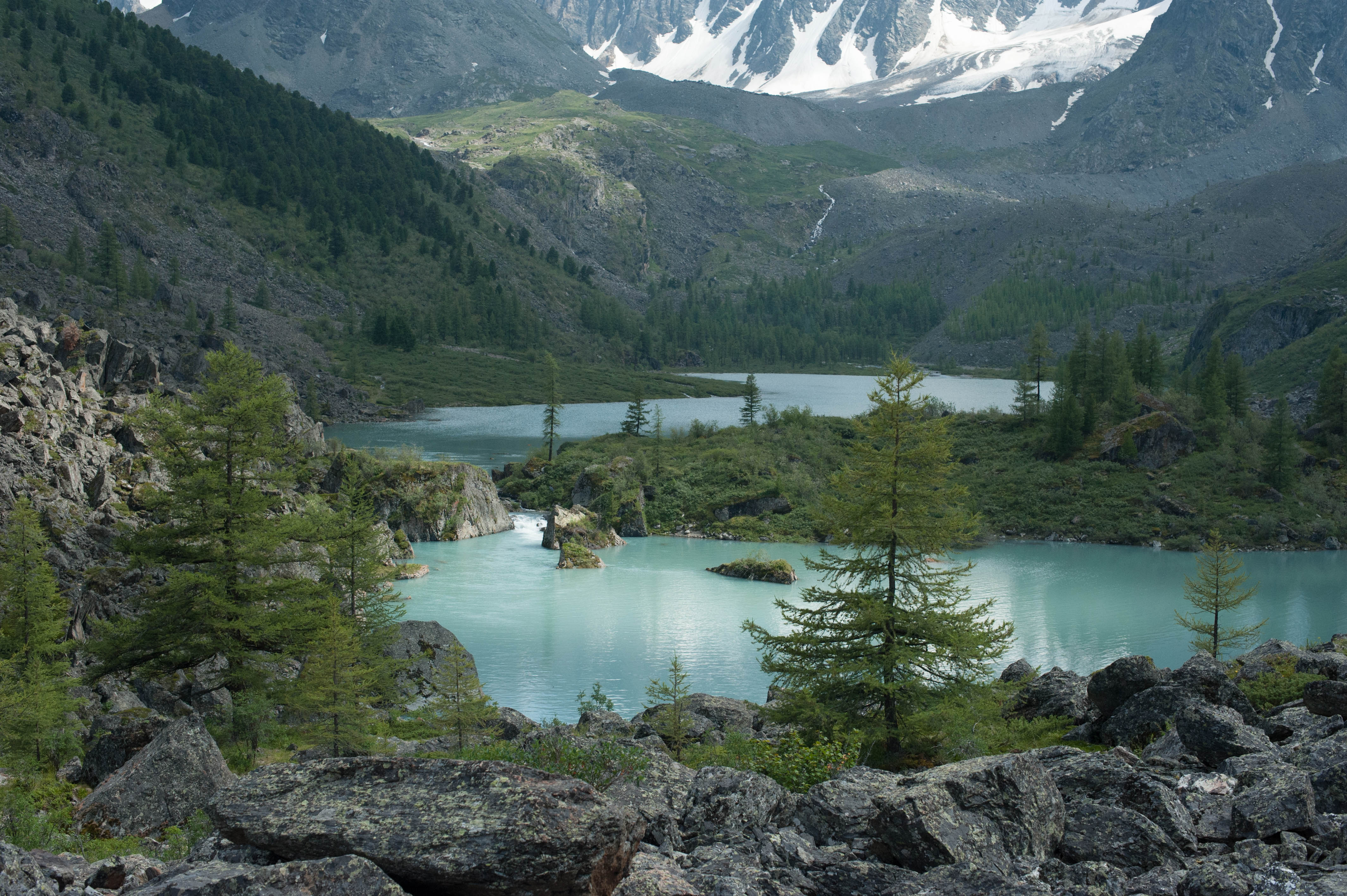
Paisatge